# Zach Eflin
Zachary Adams Eflin (Orlando, Florida, 8 de abril de 1994), más conocido como Zach Eflin, es un jugador profesional estadounidense de béisbol que se desempeña en la posición de lanzador en Baltimore Orioles, equipo de las Grandes Ligas de Béisbol (MLB).

## Carrera
Eflin hizo su debut en la MLB con el equipo Philadelphia Phillies, en el cual jugó siete temporadas (2016-2022), después pasó a Tampa Bay Rays (2023-2024), posteriormente a Baltimore Orioles, donde lleva jugando una temporada.